# Victor Arnold (actor austriaco)
Victor Arnold (9 de octubre de 1873-16 de septiembre de 1914) fue un actor teatral y cinematográfico austriaco.

## Biografía
Nacido en Viena, Austria, en el seno de una familia judía, Arnold empezó a trabajar en el Residenztheater de Múnich. A partir de 1902 formó parte de la compañía teatral de Max Reinhardt en Berlín.
Considerado un excepcional cómico por Alfred Kerr y Siegfried Jacobsohn, entre sus papeles figuran los de Flauta/Tisbe en la obra de William Shakespeare El sueño de una noche de verano (1905), el de Polonio en Hamlet (1913), Hausknecht en la pieza de Hugo von Hofmannsthal Cristinas Heimreise (1910), Just en Minna von Barnhelm, de Gotthold Ephraim Lessing (1911), Androcles en la obra de George Bernard Shaw Androcles y el león (1912), y Wolke en el estreno de la pieza de Carl Sternheim Bürger Schippel (1913).
Tuvo un particular éxito representando a Molière, destacando su papel de Sganarelle en El médico a palos y el del título en George Dandin. 
Victor Arnold se suicidó en un sanatorio en Dresde, Alemania, en 1914.

## Obra teatral
- Franz Arnold y Victor Arnold: Mein alter Herr. Lustspiel in drei Akten. Ahn & Simrock, Berlín 1913.

## Filmografía
- 1910: Sumurûn
- 1914: Die Firma heiratet
- 1914: Eine venezianische Nacht
- 1914: Der Stolz der Firma
- 1915: Die falsche Asta Nielsen
- 1915: Vordertreppe – Hintertreppe